# NGC 2894
NGC 2894 is een spiraalvormig sterrenstelsel in het sterrenbeeld Leeuw. Het hemelobject werd op 23 januari 1784 ontdekt door de Duits-Britse astronoom William Herschel.

## Synoniemen
- UGC 5056
- MCG 1-24-24
- ZWG 34.51
- IRAS 09268+0756
- PGC 26932